# Emblyna reticulata
Emblyna reticulata är en spindelart som först beskrevs av Willis J. Gertsch och Ivie 1936.  Emblyna reticulata ingår i släktet Emblyna och familjen kardarspindlar. Inga underarter finns listade i Catalogue of Life.